# Phorbia haberlandti
Phorbia haberlandti är en tvåvingeart som först beskrevs av Ignaz Rudolph Schiner 1866.  Phorbia haberlandti ingår i släktet Phorbia och familjen blomsterflugor. Inga underarter finns listade i Catalogue of Life.